# 사이하쿠군

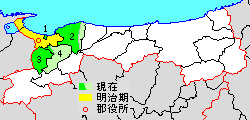
사이하쿠 군의 위치

사이하쿠군(일본어: 西伯郡, さいはくぐん)은 일본 돗토리현의 군이다. 군명은 호키국(伯耆国)의 서부에 있는 데에서 유래한다.
인구 37,501명, 면적 447.5km², 인구밀도 83.8명/km².(2025년 3월 1일, 추계인구)
이하 3정 1촌으로 구성된다.
- 다이센정(大山町)
- 난부정(南部町)
- 호키정(伯耆町)
- 히에즈촌(日吉津村)

## 역사
- 2004년 10월 1일 - 사이하쿠 정·아이미 정이 합병해 난부 정이 성립하였다.
- 2005년 1월 1일 - 기시모토 정이 히노군 미조쿠치 정과 합병해 호키 정이 성립하였다.
- 2005년 3월 28일 - 다이센 정·나카야마 정·나와 정이 합병해 다이센 정이 성립하였다.
- 2005년 3월 31일 - 요도에 정이 요나고 시와 합병해 요나고시가 성립, 군에서 이탈하였다.